# Aeroport de Treviso
L'aeroport de Treviso és un aeroport que dona servei a la província de Treviso i a gran part de la regió del Vèneto, Itàlia. Es troba a 3 km al sud-oest de Treviso, 36 km al nord de Venècia i 60 km al nord-est de Pàdua. Va ser creat l'any 1953 i funciona com a aeroport secundari de Venècia, principalment amb companyies de baix cost.